# Resolutie 1600 Veiligheidsraad Verenigde Naties
Resolutie 1600 van de Veiligheidsraad van de Verenigde Naties werd unaniem aangenomen op 4 mei 2005, en verlengde de vredesmissie in Ivoorkust met één maand.

## Achtergrond
In 2002 brak in Ivoorkust een burgeroorlog uit tussen de regering in het christelijke zuiden en rebellen in het islamitische noorden van het land. In 2003 leidden onderhandelingen tot de vorming van een regering van nationale eenheid en waren er Franse en VN-troepen aanwezig. In 2004 zegden de rebellen hun vertrouwen in de regering op en namen opnieuw de wapens op. Op 6 november kwamen bij Ivoriaanse luchtaanvallen op de rebellen ook negen Franse vredeshandhavers om. Nog die dag vernietigden de Fransen de gehele vloot van de Ivoriaanse luchtmacht, waarna ongeregeldheden uitbraken in de hoofdstad Abidjan.

## Inhoud
Op 24 januari 2003 en 30 juli 2004 hadden de partijen in Ivoorkust een akkoord getekend.
De Veiligheidsraad verwelkomde de beslissing van de Ivoriaanse president Laurent Gbagbo, dat alle door de partijen van het akkoord voorgedragen kandidaten verkiesbaar als president zouden zijn. Die partijen werden nog opgeroepen te zorgen voor vrije, eerlijke en transparante algemene verkiezingen.
Ten slotte werd het mandaat van de VN-missie in Ivoorkust UNOCI en de toestemming voor de Franse troepen ter ondersteuning verlengd met één maand, tot 4 juni.

## Verwante resoluties
- Resolutie 1584 Veiligheidsraad Verenigde Naties
- Resolutie 1594 Veiligheidsraad Verenigde Naties
- Resolutie 1603 Veiligheidsraad Verenigde Naties
- Resolutie 1609 Veiligheidsraad Verenigde Naties

Lijst ·  1581 ·  1582 ·  1583 ·  1584 ·  1585 ·  1586 ·  1587 ·  1588 ·  1589 ·  1590 ·  1591 ·  1592 ·  1593 ·  1594 ·  1595 ·  1596 ·  1597 ·  1598 ·  1599 ·  1600 ·  1601 ·  1602 ·  1603 ·  1604 ·  1605 ·  1606 ·  1607 ·  1608 ·  1609 ·  1610 ·  1611 ·  1612 ·  1613 ·  1614 ·  1615 ·  1616 ·  1617 ·  1618 ·  1619 ·  1620 ·  1621 ·  1622 ·  1623 ·  1624 ·  1625 ·  1626 ·  1627 ·  1628 ·  1629 ·  1630 ·  1631 ·  1632 ·  1633 ·  1634 ·  1635 ·  1636 ·  1637 ·  1638 ·  1639 ·  1640 ·  1641 ·  1642 ·  1643 ·  1644 ·  1645 ·  1646 ·  1647 ·  1648 ·  1649 ·  1650 ·  1651